# 清水次郎長
清水 次郎長（しみずの じろちょう、文政3年1月1日〈1820年2月14日〉- 明治26年〈1893年〉6月12日）は、幕末・明治の侠客、博徒、実業家。本名は山本 長五郎（やまもと ちょうごろう）。米問屋・山本次郎八の養子。
養家が没落したことで博徒になり、やくざ仲間で名をあげて清水に縄張りをもった。戊辰戦争の際に修理で立ち寄った清水港に逆賊船としてそのまま放置されていた咸臨丸（榎本武揚の率いる旧幕府艦隊の旗艦）の中から、新政府軍に殺された乗組員の遺体を小舟を出して収容し丁重に葬ったことから、次郎長のこの義侠心に深く感動した幕臣の山岡鉄舟と知り合い、旧幕臣救済のため、維新後は富士の裾野の開墾に乗り出し、社会事業家としても活躍した。
のち、「次郎長伯山」と異名をとった三代目神田伯山の講談で「海道一の親分」として取り上げられたことから名が広まり、二代目広沢虎造の浪曲（ラジオ放送、レコード）、村上元三の『次郎長三国志』などの小説のほか、映画・テレビドラマの題材として多く取り上げられ、人気を博する。これらの作品群では大政、小政、森の石松など、「清水二十八人衆」という屈強な子分がいたとされる。

## 生涯

### 出生から清水一家結成

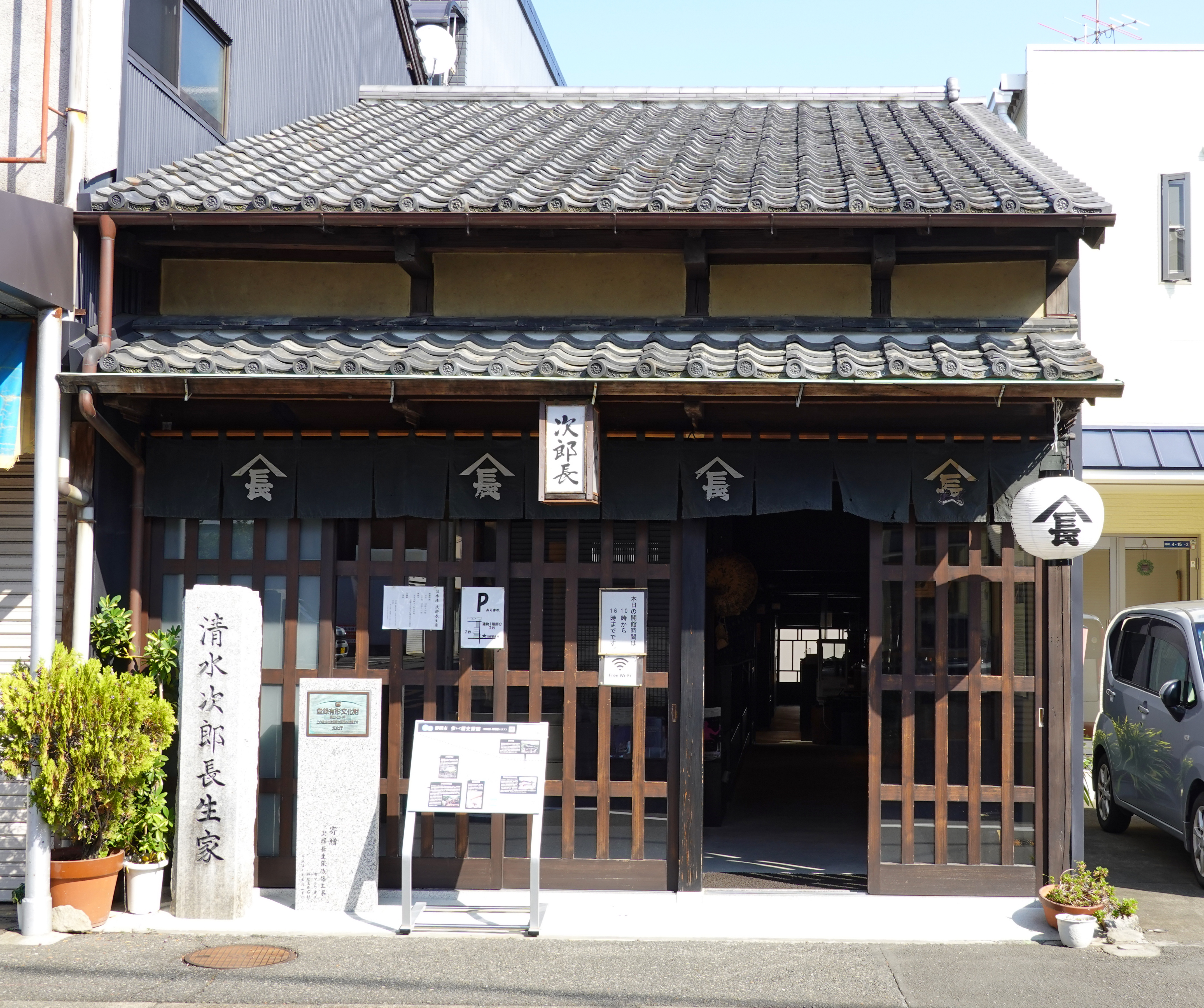
清水次郎長生家（2023年10月）

文政3年（1820年）、駿河国有渡郡清水美濃輪町（現在の静岡県静岡市清水区美濃輪町）の船持ち船頭・高木三右衛門（雲不見三右衛門）の次男に生まれる。母方の叔父にあたる米穀商の甲田屋の主・山本次郎八は実子がなく、次郎八の養子となった。幼少時代の仲間に「長」（正式の名称は不明）という子供がいたために周囲が長五郎を次郎八の家の長五郎、次郎長と呼び、長じてからもそう呼称されることになったという。
清水港は富士川舟運を通じて信濃・甲斐方面の年貢米を江戸へ輸送する廻米を行っており、清水湊の廻船業者は口銭徴収を主とする特権的業者が主であったが、次郎長の生まれた美濃輪町は清水湊（清水港）における新開地で、父の三右衛門は自ら商品を輸送する海運業者であった。また、叔父の次郎八は米穀仲買の株を持つ商人であることからも、三右衛門は次郎八を通じて米穀を輸送していたと考えられている。
養父の次郎八は天保6年（1835年）に死去し、次郎長は甲田屋の主人となる。次郎長は妻帯して家業に従事するが一方では博奕を行い喧嘩も繰り返しており、天保14年（1843年）、喧嘩の果てに人を斬ると、妻を離別して実姉夫婦に甲田屋の家産を譲り、江尻大熊ら弟分とともに出奔し、無宿人となる。諸国を旅して修行を積み交際を広げ成長した次郎長は清水湊に一家を構えた。この時代の次郎長の事跡については明治初期に養子であった天田五郎の『東海遊侠伝』に詳しい。

### 博徒間抗争
弘化2年（1845年）には甲斐国鴨狩津向村（市川三郷町）の津向文吉と次郎長の叔父・和田島太右衛門の間で出入りが発生し、次郎長はこれを調停している。弘化4年（1847年）には江尻大熊の妹おちょうを妻に迎え、一家を構える。
安政5年（1858年）12月29日には甲州における出入りにおいて役人に追われ、逃亡先の尾張国名古屋で保下田久六の裏切りに遭い、女房のおちょうを失う。安政6年（1859年）には尾張知多亀崎乙川において久六を殺害する。同年9月16日には下田金平・吉兵衛らが沼津から清水港へ上陸し、次郎長を急襲する。
文久元年（1861年）1月15日には駿河国江尻追分において石松の敵である都田吉兵衛を殺害する。同年10月には菊川において下田金平と手打ちを行う。文久3年（1863年）5月10日には天竜川において甲斐国の黒駒勝蔵と対陣する。
元治元年（1864年）6月5日には三河国の平井亀吉に匿われていた勝蔵を形原斧八とともに襲撃する。平井の役では勝蔵の子分、大岩、小岩が殺されたとされる。平井亀吉は役人から逃れるために旅に出るが尾張藩からスカウトされ、ヤクザ部隊の集義隊に加わった。
1866年、荒神山の喧嘩があった。

### 明治維新期の活動から晩年

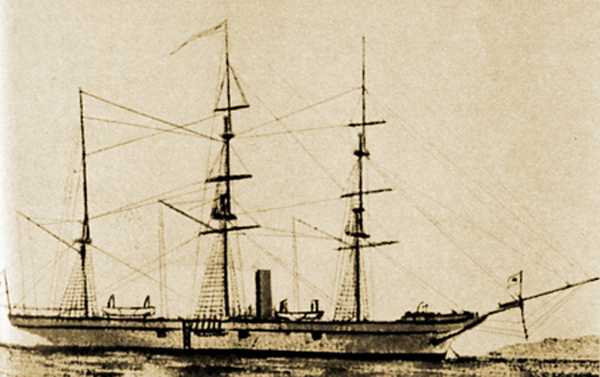
咸臨丸

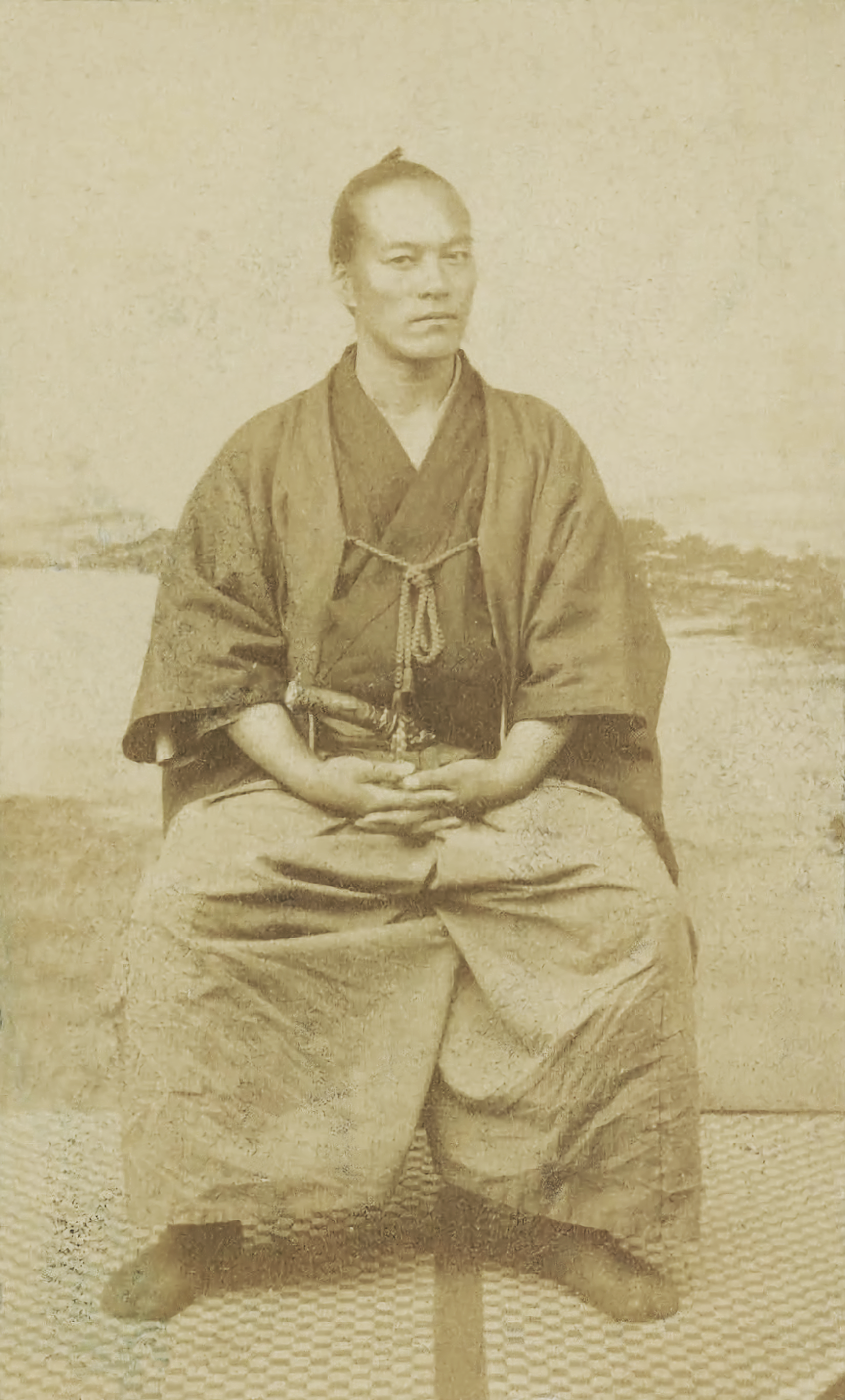
山岡鉄舟

慶応4年（1868年）5月29日、東征大総督府から駿府町差配役に任命された伏谷如水より東海道筋・清水港の警固役を任命され、この役を7月まで務めた。同年5月から6月には赤報隊に加わった黒駒勝蔵と駿府で対決している。
同年9月18日、旧幕府海軍副総裁の榎本武揚に率いられて品川沖から脱走した艦隊のうち、咸臨丸は暴風雨により房州沖で破船し、修理のため清水湊に停泊したところを新政府海軍に発見・攻撃され、船に残っていた幕府軍の全員が交戦によって死亡した（咸臨丸事件）。戦いの後、戦死した乗組員の遺体は明治新政府の咎めを恐れて誰も処理しようとする者がなく、清水湾内に漂い、腐敗するまま放置された。これを見かねた次郎長は舟を出して遺体を収容し、向島の砂浜に埋葬した。新政府軍はこの収容作業を咎めたが、次郎長は「死ねばみな仏にござる。仏に官軍も賊軍もない」と突っぱね、翌年には「壮士墓」を建立した。
同年3月9日に旧幕臣の山岡鉄舟（後に静岡藩大参事となる）は駿府において西郷隆盛と面談し徳川慶喜の助命・徳川家名の存続を訴えているが、鉄舟は咸臨丸事件における次郎長の義侠心に深く感じ入り、これが機縁となって次郎長は明治後に山岡・榎本と交際したとされる。
明治2年（1869年）5月22日には二代目おちょうが新番組隊士により殺害される。明治4年（1871年）2月には旧久能山東照宮の神領である山林開墾を企図するが、大谷村の抵抗に遭い断念している。同年10月14日には甲斐で黒駒勝蔵が赤報隊脱退と幕府時代の罪状で処刑されている。
明治7年（1874年）には本格的に富士山南麓の開墾事業に着手する。明治12年（1879年）には山岡鉄舟らの協力を得て油田開発にも乗り出す。明治11年（1878年）には山岡鉄舟に依頼され天田愚庵を預かる。愚庵は明治15年（1882年）に次郎長の養子となる。明治13年（1880年）6月15日には三河平井一家の原田常吉や雲風竜吉らと手打ちを行う。雲風竜吉は黒駒勝蔵と同盟して次郎長とも敵対していた博徒で、同年6月24日付『函右日報』の記事ではこの手打ちを勝蔵と次郎長の和解として報じている。
博打を止めた次郎長は、清水港の発展のためには茶の販路を拡大するのが重要であると着目。蒸気船が入港できるように清水の外港を整備すべしと訴え、また自分でも横浜との定期航路線を営業する「静隆社」を設立した。この他にも県令・大迫貞清の奨めによって静岡の刑務所にいた囚徒を督励して現在の富士市大渕の開墾に携わったり、私塾の英語教育を熱心に後援したという口碑がある。
また有栖川宮に従っていた元官軍の駿州赤心隊や遠州報国隊の旧隊士たちが故郷へ戻ってきた際には駿河へ移住させられた旧幕臣が恨みを込めてテロ行為を繰り返す事件が起き、次郎長は地元で血を流させないために弱い者をかばっている。
明治16年（1883年）に静岡県令に就任した奈良原繁は博徒の大刈込に着手、次郎長は明治17年（1884年）2月25日に「賭博犯処分規則」により静岡県警察本所に逮捕される。同年4月7日には懲罰7年・過料金400円に処せられ、井宮監獄（静岡市葵区井宮町）に服役する。街道警護役という大役を任せられて平民としては破格の帯刀も許されていた次郎長だったが、旧幕時代の賭博稼業までもを対象とされた重い刑罰だった。同年4月には養子の天田愚庵が次郎長の数奇な生涯を描いた『東海遊侠伝』を出版し、次郎長の名が全国に広まるきっかけとなった。静岡県令・関口隆吉などの尽力などにより、明治18年（1885年）に刑期の満了を待たずに仮釈放になった。
明治19年（1886年）東京大学医学部別課を卒業した植木重敏と横浜から土佐に向かう船上で知り合い、植木と同じ土佐須崎鍛冶町出身の渡辺良三と共に清水へ招聘し、済衆医院を静岡県有渡郡清水町に開設した。明治21年（1888年）7月19日には山岡鉄舟が死去し、谷中全生庵で行われた葬儀には清水一家で参列している。同年8月4日には富士山南麓開墾官有地払い下げを受け、開墾地の一部を高島嘉右衛門に売却している。
明治26年（1893年）、風邪をこじらせ死去。享年74（満73歳没）。戒名は碩量軒雄山義海居士。墓碑に「侠客次郎長之墓」とあるは榎本武揚の筆である。

## 肖像画
次郎長翁を知る会には博徒時代の次郎長を描いた「清水次郎長肖像画」が所蔵されている。

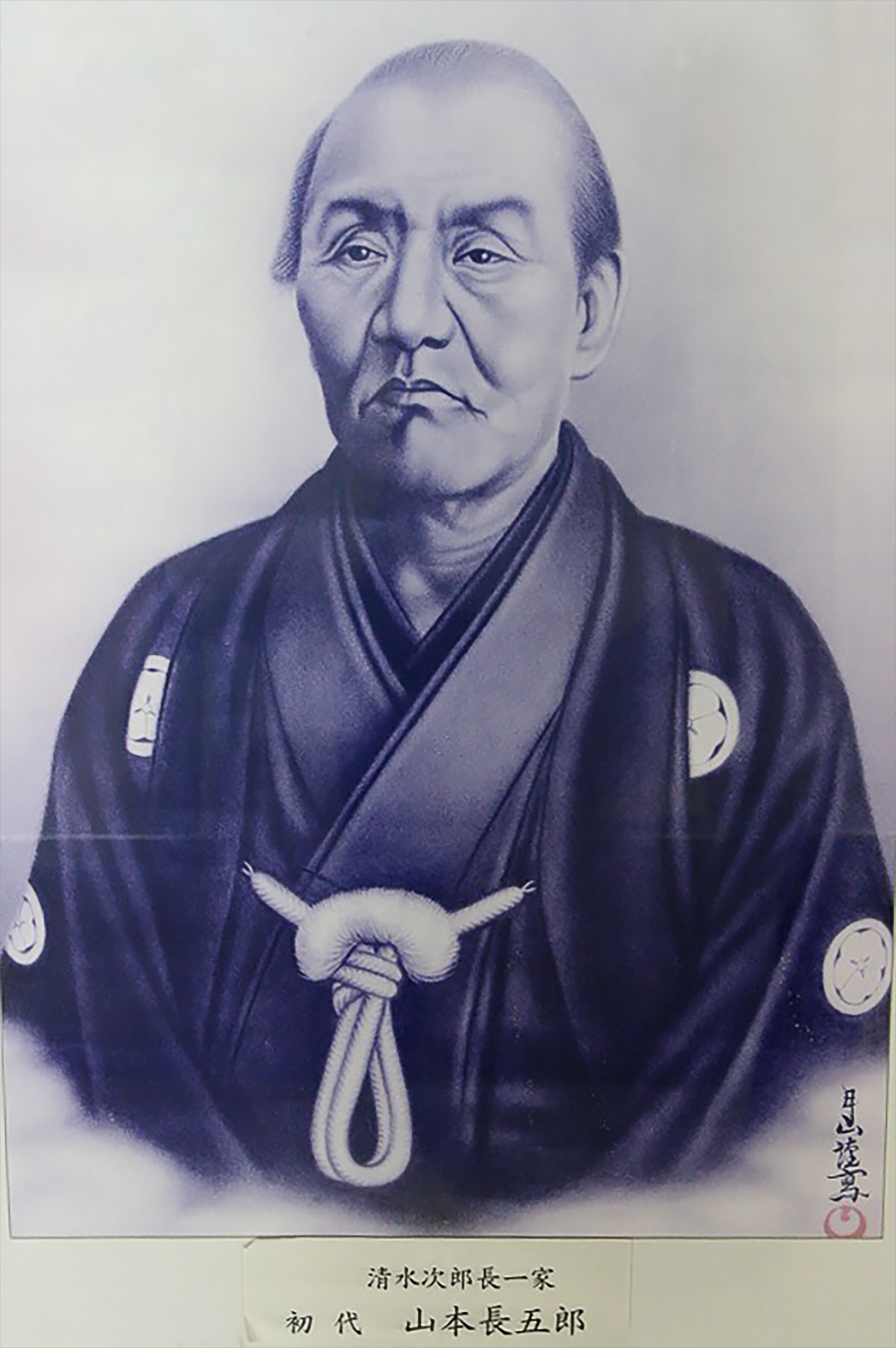
清水次郎長（山本長五郎）

画賛には文久3年（1863年）に孝明天皇が会津藩主松平容保に宛てた「孝明天皇宸翰」の年記・宛所を慶応2年（1866年）・山本長五郎に変えた内容が記されており、天皇と次郎長の結びつきの深さを強調させている。

## 死後
梅蔭禅寺に銅像がつくられている。この寺には、清水次郎長、お蝶、大政、小政の墓もある。墓石は「博打に勝つお守りになる」とのうわさが立ち、墓石を少しずつ砕いて盗んでいくものが絶えなかった。

### 清水一家六代目継承問題
昭和41年（1966年）に清水次郎長の五代目の「正統清水一家」が解散後途絶えていた名跡を、平成19年（2007年）に山口組系二代目美尾組組長・高木康男が「六代目」として襲名するという記事が週刊誌に掲載された。
高木は闇金融の元締めとして逮捕された人物である（美尾尚利・初代美尾組組長が五代目の元若衆）。これにより、静岡市暴力追放推進協議会は、闇金融の元締めだった人物が清水次郎長の跡目を襲名するのは、清水の観光客減・イメージ悪化につながるとして清水警察署に継承阻止の要望書を送った。しかし、六代目清水一家が正式に襲名発足し、観光協会とみやげ物店の中には次郎長グッズを販売中止した店があり観光への影響が出ていた。